# Chloroclystis lanaris
Eriopithex lanaris là một loài bướm đêm trong họ Geometridae.